# Nils Odhe
Nils Sigurd Odhe (i riksdagen kallad Odhe i Lindärva senare Sävare och Skogsäng), född 4 mars 1908 i Lidköping, död där 30 juli 2003, var en svensk lantarbetare och politiker (socialdemokrat).
Nils Odhe var riksdagsledamot i andra kammaren från 1945, invald i Skaraborgs läns valkrets.